# 紙copi
紙copi（かみコピ）は、洛西一周が開発したWindows向けのスクラップブックソフトである。

## 概要
新聞や雑誌をスクラップブックへ切り貼りするように、ウェブページの全部または一部をPCへ保存する取り込み機能を搭載する。
もともとはWindows向けのテキストエディタとして1999年に洛西一周により開発・公開された（公開当時のソフト名は「紙2001」）。
「紙の使い勝手をPC上で再現する」ことをコンセプトに開発されており、テキストファイルの編集機能においてもユーザーが文章の編集に集中できるよう、ファイル名指定操作や上書き保存操作を必要としない強力な自動保存機能が搭載されている。
2020年5月現在シェアウェアとして公式サイトにて公開・販売されている。
なお、サブフォルダの作成機能などが除外された無料版の「紙copi Lite」（かみコピライト）も公開されているが、こちらは2010年12月公開のバージョン2.97が最新バージョンである。2014年7月に紙copi3がリリースされた。

## 機能
- ウェブページなどからの取り込み機能
- テキストファイル編集機能
- ファイルの自動保存機能
- UTF-8やShift_JISなど多様な文字コードファイルの編集機能
- HTMLファイルの編集機能
- ファイル管理機能
- PDFや一太郎ファイルの閲覧機能
- Dropbox連携機能
- 複数ファイルの検索機能

以上が代表的な機能であるが、その他にも多様な機能が搭載されている。